# Ibrahim Altabbaa
Ibrahim Altabbaa (ar. ابراهيم الطباع;ur. 15 stycznia 2002) – syryjski zapaśnik walczący w stylu wolnym.
Brązowy medalista igrzysk panarabskich w 2023. Drugi na mistrzostwach arabskich kadetów w 2018 roku. 